# Centella erecta
Espèce
Centella erecta est une espèce de plantes à fleurs de la famille des Apiaceae C'est une plante herbacée vivace qui se rencontre dans les régions tempérées des Amériques, du New Jersey jusqu'au Chili.

## Systématique
Le nom correct complet (avec auteur) de ce taxon est Centella erecta (L.f.) Fernald.
L'espèce a été initialement classée dans le genre Hydrocotyle sous le basionyme Hydrocotyle erecta L.f..
Centella erecta a pour synonymes :
- Centella asiatica var. floridana (J.M.Coult. & Rose) J.M.Coult. & Rose
- Centella biflora (Vell.) Nannf.
- Centella dusenii Nannf.
- Centella floridana (J.M.Coult. & Rose) Nannf.
- Centella repanda var. floridana (J.M.Coult. & Rose) Small
- Centella repanda (Pers.) Small
- Centella triflora (Ruiz & Pav.) Nannf.
- Chondrocarpus repandus (Pers.) Nutt.
- Chondrocarpus triflorus (Ruiz & Pav.) Nutt.
- Glyceria repanda (Pers.) Nutt.
- Glyceria triflora (Ruiz & Pav.) Nutt.
- Hydrocotyle asiatica f. luxurians Donn.Sm.
- Hydrocotyle asiatica var. floridana J.M.Coult. & Rose
- Hydrocotyle biflora Vell.
- Hydrocotyle erecta L.fil.
- Hydrocotyle repanda Pers.
- Hydrocotyle triflora Ruiz & Pav.